# Lago di Prizzi
Il lago di Prizzi è un lago artificiale che ricade nei comuni di Palazzo Adriano e Prizzi in provincia di Palermo.

## Storia
Fu realizzato negli anni '40 per scopi irrigui ed idroelettrici e formato dalle acque di vari torrenti, fra il monte dei Cavalli (m 1007) e il Cozzo di Palma (m 788). Si trova a 638 metri sul livello del mare, è lungo 2,3 km e largo 1,2 km nel suo punto di maggiore ampiezza. Può ospitare 11,15 milioni di metri cubi alla quota di massimo invaso. 
Le sue acque alimentano il fiume Sosio.